# Divaricatore

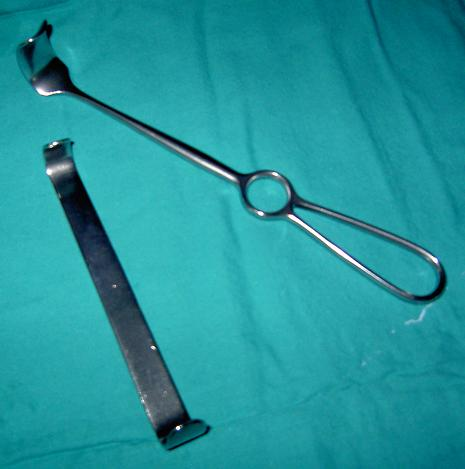
Divaricatori chirurgici.

Un divaricatore (talvolta chiamato anche dilatatore) è uno strumento chirurgico che viene utilizzato per separare i bordi di una incisione oppure di una ferita. Lo strumento può anche essere utilizzato per trattenere o smuovere organi e tessuti sottostanti un'incisione, in modo da facilitare la visione di altre parti del corpo e agevolare le operazioni chirurgiche che si intendono intraprendere.

## Utilizzo del termine
Il termine divaricatore è peraltro molto generico, utilizzato per descrivere un semplice strumento, in genere in acciaio inox, che possiede una lama curva o una parte angolata, munito di una comoda maniglia.
Viene anche usato per descrivere i dispositivi a manovella, come ad esempio i divaricatori costali (noti anche come divaricatori toracici, o dilatatori), con i quali i chirurghi possono obbligare con la forza la separazione dei tessuti per ottenerne l'esposizione.

## Storia
I divaricatori chirurgici probabilmente originano da antichi strumenti utilizzati fin dall'età della pietra, per scavare ed estrarre il cibo dalla terra.
Con il trascorrere del tempo tutta una serie di strumenti più evoluti fu utilizzata per sostituire l'uso delle dita ad uncino, sia durante la macellazione della carne che nel corso delle prime dissezioni dei corpi. L'introduzione di strumenti metallici fu di grande importanza. Gli archeologi hanno rinvenuto tutta una serie di strumenti metallici, risalenti agli antichi romani, a forma di gancio e a spatola. La distinzione di questi strumenti fra ganci e divaricatori è semplicemente data dalla prossimità oppure dalla lontananza della parte ricurva terminale dal manico dello strumento.

In una descrizione sulla procedura per eseguire una tonsillectomia che risale al VII secolo d.C., Paolo di Egina, un medico bizantino, documenta l'uso di una spatola per spostare la lingua di lato nel cavo orale mentre un divaricatore a forma di uncino è utilizzato per portare in avanti la tonsilla e facilitarne l'escissione.

Nell'anno 1000 d.C. Abu al-Qasim al-Zahrawi, conosciuto anche come Albucasis o Abulcasis, un chirurgo arabo ritenuto il padre della moderna chirurgia, descrisse una varietà di strumenti chirurgici, tra cui i divaricatori, nel suo famoso testo di Al-Tasrif.
Anche Vesalio intorno al XVI secolo descrisse tutta una serie di ganci e divaricatori.
L'invenzione da parte di Jan Mikulicz-Radecki di un divaricatore a cerniera per le costole nel 1904 ha indotto nel XX secolo lo sviluppo di un'ampia varietà di divaricatori, che nel 1936 si concluse nel moderno dispositivo basato sul design del medico argentino Enrique Finochietto.

## Caratteristiche
Lo scopo principale per cui viene utilizzato è spesso quello di facilitare l'esposizione del campo operatorio, ad esempio toracico od addominale.
Lo strumento è disponibile in molte forme, dimensioni e tipologie d'utilizzo. Quando correttamente posizionato facilita il mantenimento della posizione desiderata per un determinato tessuto od organo. Tendenzialmente lo strumento possiede due valve, di cui una fissa alla struttura e l'altra invece scorrevole lungo la struttura stessa, in modo da poter essere bloccata nella posizione desiderata.
I divaricatori sono studiati per poter essere trattenuti manualmente da un aiutante, oppure clampati (serrati) in situ, o infine sospesi nella parte terminale di un braccio robotico.
Molti divaricatori sono studiati allo scopo di non necessitare di essere costantemente trattenuti da un aiutante. Grazie alla presenza di lame o ganci contrapposti, spesso separati da una molla, un cricchetto, un ingranaggio a vite o un altro metodo molti divaricatori restano correttamente posizionati continuando ad esercitare la loro azione di trazione sui lati opposti di una ferita.
Alcuni divaricatori di concezione più moderna ed il cui utilizzo è riservato a situazioni particolari, come ad esempio i divaricatori utilizzati in corso di interventi di chirurgia spinale, sono stati dotati di dispositivi di aspirazione e di luci a fibre ottiche per mantenere la ferita chirurgica asciutta ed adeguatamente illuminata.

## Utilizzo
Questi dispositivi, sterili e ri-sterilizzabili si utilizzano durante gli interventi di chirurgia di diverso tipo (ad esempio toracica, addominale, ortopedica ed altre ancora) per sollevare i lembi degli organi e dei tessuti facilitando l'esposizione del campo operatorio e quindi l'atto chirurgico stesso. Ne esistono di specifiche tipologie, come il divaricatore di Rosenkraz, usato in delicati interventi di cardiochirurgia pediatrica, oppure il divaricatore costale di Finochietto o di Farabeuf.

## Tipologie
Di seguito un elenco incompleto di divaricatori chirurgici in uso:
- Divaricatori manuali:
- Divaricatore di Hohmann
- Divaricatore di Lahey
- Divaricatore di Senn
- Divaricatore cutaneo Blair (Rollet)
- Divaricatore rigido a rastrello (Rake)
- Divaricatore flessibile a rastrello (Rake)
- Divaricatore di Ragnell
- Divaricatore di Linde-Ragnell
- Divaricatore di Davis
- Divaricatore di Volkman
- Divaricatore Mathieu
- Uncino tracheale di Jackson
- Divaricatore Crile
- Divaricatore per dita Meyerding
- Divaricatore a S
- Divaricatore addominale
- Dilatatore uretrale